# 保良局莊啟程第二小學
保良局莊啟程第二小學（英語：Po Leung Kuk Vicwood K.T. Chong No.2 Primary School；簡稱莊二）為香港屯門區的一所小學，於1977年創校，並於2011年實行全日制，2019年遷入現時校址。

## 歷史
此校原名為「保良局第五小學」，於1976年由保良局申辦，並獲批出大興邨內一所「火柴盒」校舍。其後，此校於翌年正式開辦。直至1991年獲保良局總理莊悅祿捐出50萬港元以增繕設備，故於該年3月18日易名為「保良局莊啟程第二小學」。
2003年，該校下午校第一度與保良局梁周順琴小學下午校嘗試合併，並獲分配天水圍32區後千禧校舍作重置之用，但不果。及後，政府決定以另一座位於掃管笏的擬建校舍，替代上述用地，兩校因而成功合併。
於2011年9月，因應上述校舍的落成，莊二在原址實施全日制，下午校跟保良局梁周順琴小學合併並遷入該校舍，成為保良局西區婦女福利會馮李佩瑤小學。
保良局莊啟程第二小學已於2019年9月重置於同屬大興邨內的屯門良才里2號釋慧文中學原校舍運作，成為香港第四所使用中學標準校舍的小學；及後，此校將加裝升降機，預計2022年完成。
2022年舊校舍改為台山商會學校旅港商會陳氏家族聯合會樓。

## 校本課程
主要項目有專題研習、閱讀課、德育及公民教育。而科目共有9科，包括中文、英文、數學、常識、音樂、視藝、普通話、體育及資訊技巧

## 組織
校長1名、副校長3名、主任8至10名，其餘為教職員。

## 歷任校長

### 上午校
- 馮志強 先生[4]（1977年-1993年，創校校長）
- 董廣平 先生[5]（1993年-？；由同系田家炳小學下午校調任）

### 下午校
- 黃國強先生[5]

### 全日
- 李詠琴 女士（現任校長）

## 法團校董會
- 註冊辦學團體校董：總校監何超鳳女士、校監李何芷韻女士、譚毓楨小姐、顏金煒先生、王倩儀女士，GBS，JP、劉志聰先生、歐華國先生、林綺薇女士
- 當然校董：李詠琴校長
- 教員校董：嚴樹明先生、鄧振聲先生（替代校董）
- 家長校董：林沛沂女士、張璧鸞女士（替代校董）
- 獨立校董：Ms. NG, Nikki Ann CHENG
- 校友校董：陳浩庭律師

## 著名/傑出校友
- 臭Fing（張卓傑）：香港YouTuber蛇仔明 （页面存档备份，存于）的兒子（2018年畢業）[7]
- 陳國邦：香港男演員（1980年上午校）
- 呂秉權：香港資深新聞從業員（1987年下午校）
- 陳浩庭：屯門區議會委任議員

## 圖片庫

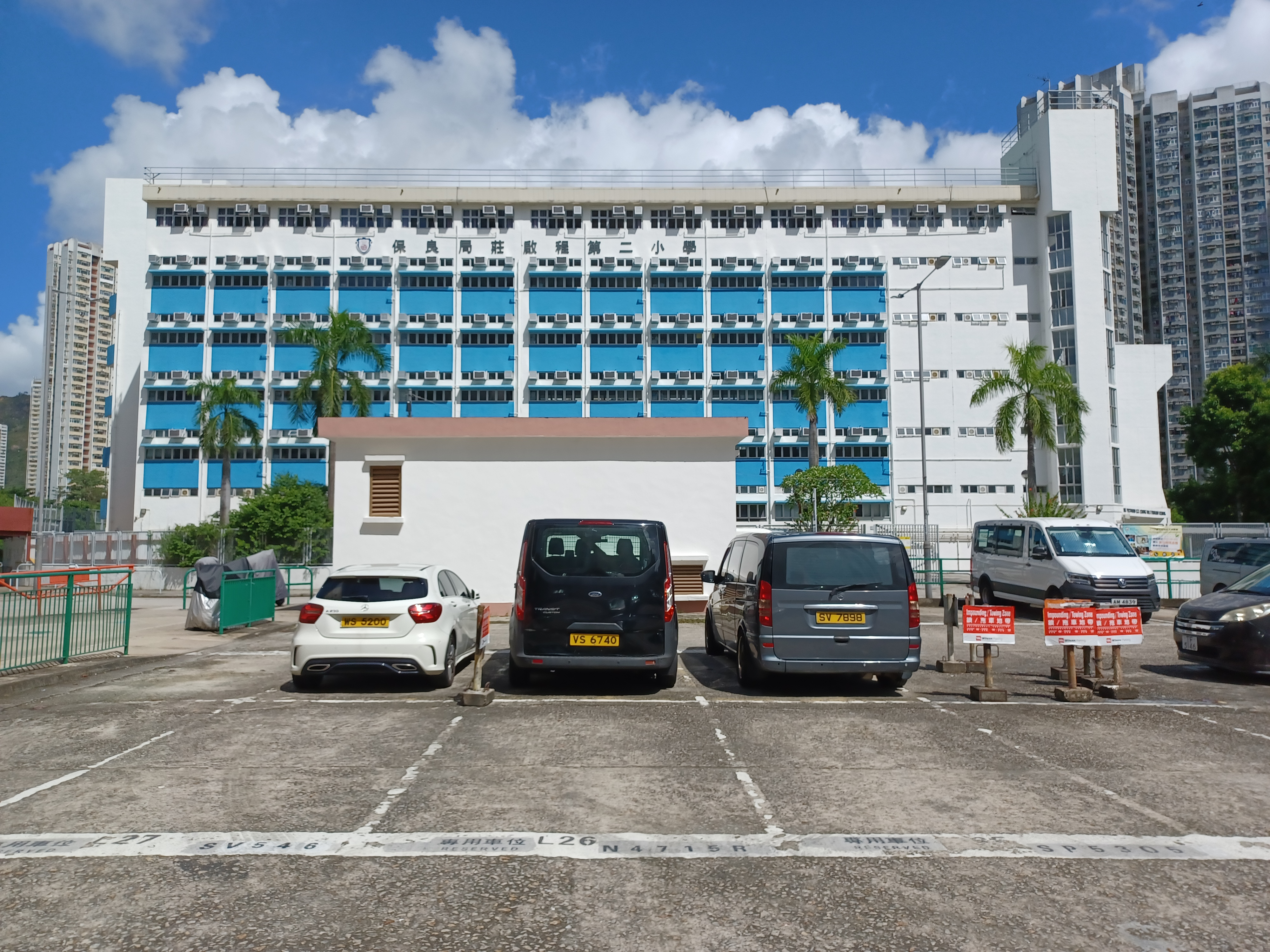
保良局莊啟程第二小學新校舍背面（2022年8月）
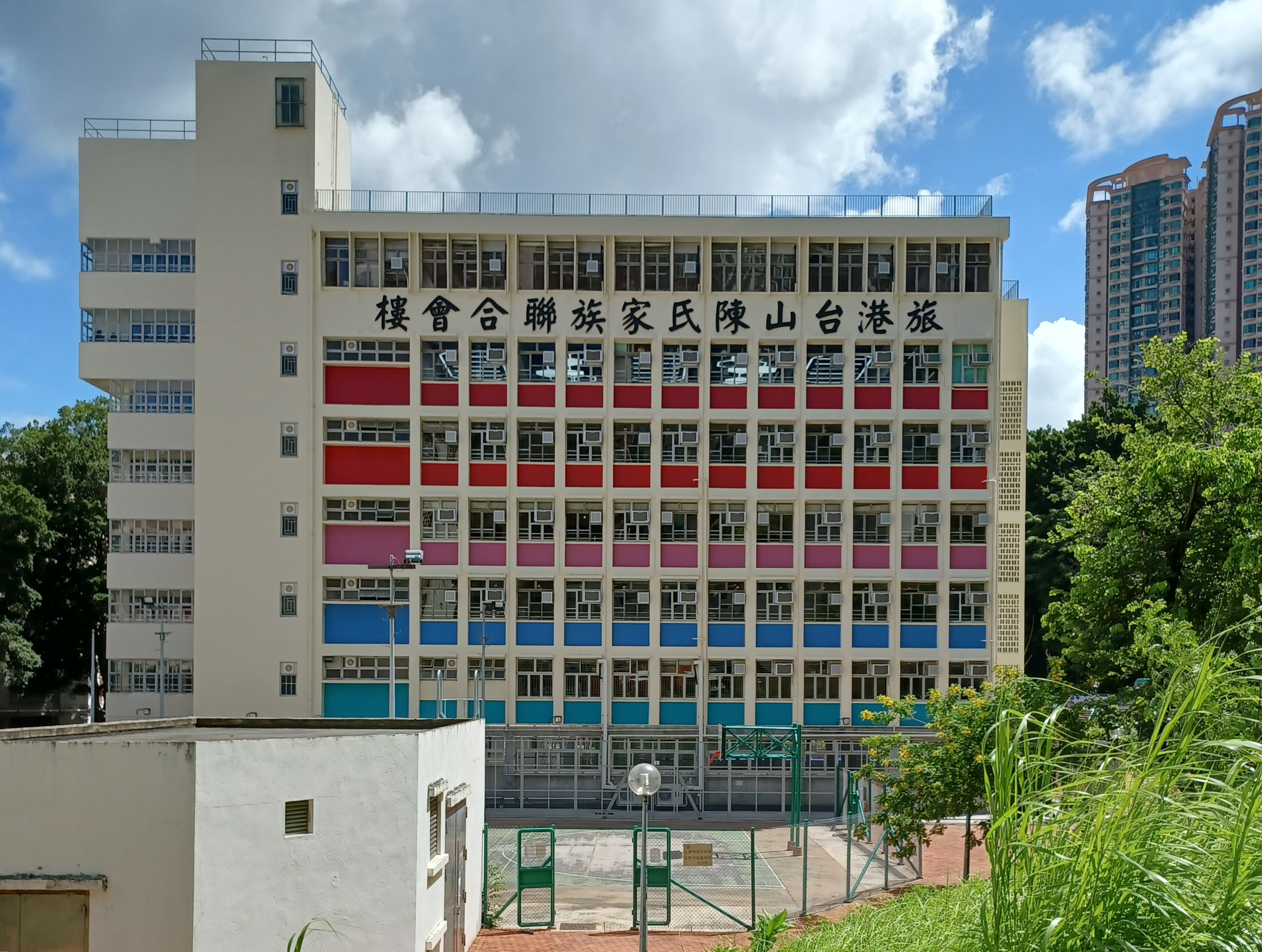
旅港商會陳氏家族聯合會樓（2022年8月）

## 資料來源與註釋
1. ↑  . 保良局. 1978: 335.
2. ↑   (PDF).   [2019-12-14]. （原始内容存档 (PDF)于2019-10-19）.
3. ↑   (PDF).   [2019-12-14]. （原始内容存档 (PDF)于2019-10-31）.
4. ↑  香港教育工作者聯會香港教育資料中心. . 商務印書館. 1993: 481.
5. 1 2  . 家庭與學校合作事宜委員會. 2000: 53-54.
6. ↑  .   [2019-12-14]. （原始内容存档于2019-08-13）.
7. ↑  . YouTube. 蛇仔明. 2018-10-16  [2021-07-02]. （原始内容存档于2021-07-09）.